# Schweizer SGM 2-37
Die Schweizer SGM 2-37 ist ein zweisitziger Motorsegler mit starrem Fahrwerk. Der Tiefdecker wurde vom US-amerikanischen Hersteller Schweizer Aircraft Corporation entwickelt. Insgesamt wurden zwischen 1982 und 1988 zwölf Exemplare gebaut – neun davon für die United States Air Force Academy, die das Flugzeug mit der Bezeichnung TG-7A versah. Im April 2003 wurde die TG-7A ausgemustert. Auf Basis der SGM 2-37 wurden später die Aufklärungsflugzeuge SA 2-37A und SA 2-37B entwickelt.

## Geschichte
Bereits im Jahr 1946 hatte Schweizer versucht, aus ihrem Segelflugzeug SGU 1-19 einen Motorsegler zu entwickeln. Da die Testflüge jedoch nicht erfolgreich verliefen und das Flugzeug aufgrund des zu schwachen Motors nicht aus eigener Kraft über eine Höhe von 10 ft (3 m) steigen konnte, wurde das Projekt eingestellt. Im Jahr 1958 entwickelte das Unternehmen mit der Schweizer SA 1-30 einen Prototyp eines motorisierten Flugzeugs, für das die Tragflächen und das Leitwerk des Segelflugzeugs SGS 1-26 verwendet wurden. Auch diese Konstruktion wurde nicht in Serie gebaut. 1960 entwickelte Schweizer mit der SA 2-31 eine zweisitzige Version der SA 1-30, die aber aufgrund des Wettbewerbs auf dem Markt für Leichtflugzeuge ebenfalls nicht den Weg in die Serienproduktion fand. Sowohl die SA 1-30 als auch die SA 2-31 waren als Motorflugzeuge konzipiert worden und das Unternehmen baute bis 1982 keine weiteren Motorsegler.
Aus der SGM 2-37 wurde später die Schweizer RU-38 Twin Condor entwickelt.

## Konstruktion
Die SGM 2-37 wurde im Auftrag der USAFA als Schulflugzeug für Motorflug und Segelflug gleichermaßen entwickelt. Um Zeit und Geld bei der Entwicklung zu sparen, wurden verschiedene Komponenten anderer Flugzeuge verwendet:
- Nase, Cowling und Triebwerk der Piper PA-38[3]
- Tragflächen der Schweizer SGS 1-36 Sprite, verlängert von 46,2 ft (14,1 m) auf 59,5 ft (18 m), mit Vorflügeln zur Verbesserung der Langsamflugeigenschaften[3]
- Leitwerk der Schweizer SGS 2-32[3]

Die Konstruktion sollte sowohl im zivilen als auch im militärischen Bereich einsetzbar sein. Die militärische Version für die U.S. Air Force war mit einem Lycoming O-235-L2C-Vierzylindermotor mit einer Nennleistung von 112 PS (82 kW) ausgestattet. Die zivile Version wurde mit dem gleichen Motor oder wahlweise mit einem Lycoming O-320 mit 150 PS (110 kW) oder einem Lycoming O-360 mit 180 PS (132 kW) ausgerüstet.
Der Rumpf besteht aus einem Monocoque aus Aluminium. Die Tragflächen sind ebenfalls aus Aluminium gefertigt. Die Cowling besteht aus GFK. Hinter den nebeneinanderliegenden Sitzen verfügt die SGM 2-37 über einen Gepäckabteil mit einer Größe von 760 Litern. Wie die Segelflugzeuge von Schweizer ist die SGM 2-37 nicht mit Landeklappen, sondern mit Bremsklappen über und unter dem Flügel ausgerüstet.
Mit dem O-235-Motor erreicht die Maschine eine Reisegeschwindigkeit von 99 kn (183 km/h) bei einem Treibstoffverbrauch von 15 Litern pro Stunde. Mit einer Streckung der Tragflächen von 17,9 verfügt das Flugzeug mit eingeklapptem Propeller über ein Gleitverhältnis von 28:1 und eine minimale Sinkrate von 3,16 ft/s (0,96 m/s).
Die SGS 2-37 wurde für die folgenden Einsatzgebiete angeboten:
- Schulflugzeug für den Segelflug
- Schulflugzeug für den Motorflug
- Schleppflugzeug für Segelflugzeuge (mit stärkerem Triebwerk)
- Privates Reiseflugzeug
- Aufklärungsflugzeug
- Luftüberwachungsflugzeug

Die SGM 2-37 erhielt ihre Musterzulassung durch die Federal Aviation Administration am 22. März 1983. Die Zulassung läuft aktuell auf das Unternehmen K & L Soaring aus Cayuta in New York. K & L Soaring bietet Ersatzteile und Kundenservice für alle Segelflugzeuge von Schweizer.

## Nutzung
Ab 1985 nutzte die U.S. Army die TG-7 für verdeckte Aufklärungsmissionen im Rahmen des Projekts „Grisly Hunter“. Danach wurden die beiden Flugzeuge Mitte 1989 zur U.S. Coast Guard verlegt, wo sie umgebaut und mit der Bezeichnung RG-8A versehen wurden. Sie wurden zur Tarnung grau lackiert und für Küstenpatrouillen eingesetzt. Stationiert waren sie am Opa-locka Executive Airport in Miami.

## Versionen

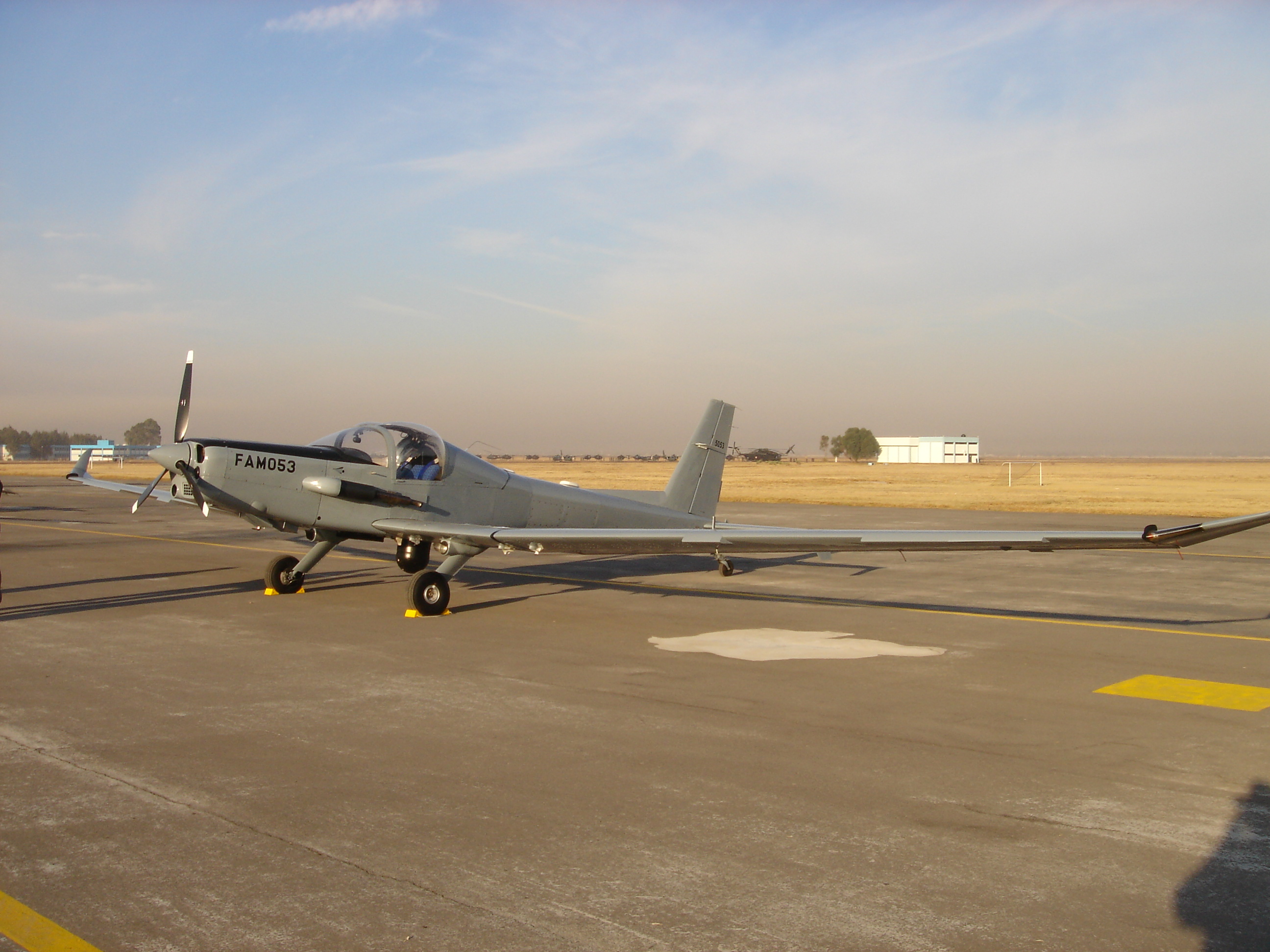
SA2-37B der mexikanischen Luftstreitkräfte Fuerza Aérea Mexicana auf der Santa Lucia Air Force Base

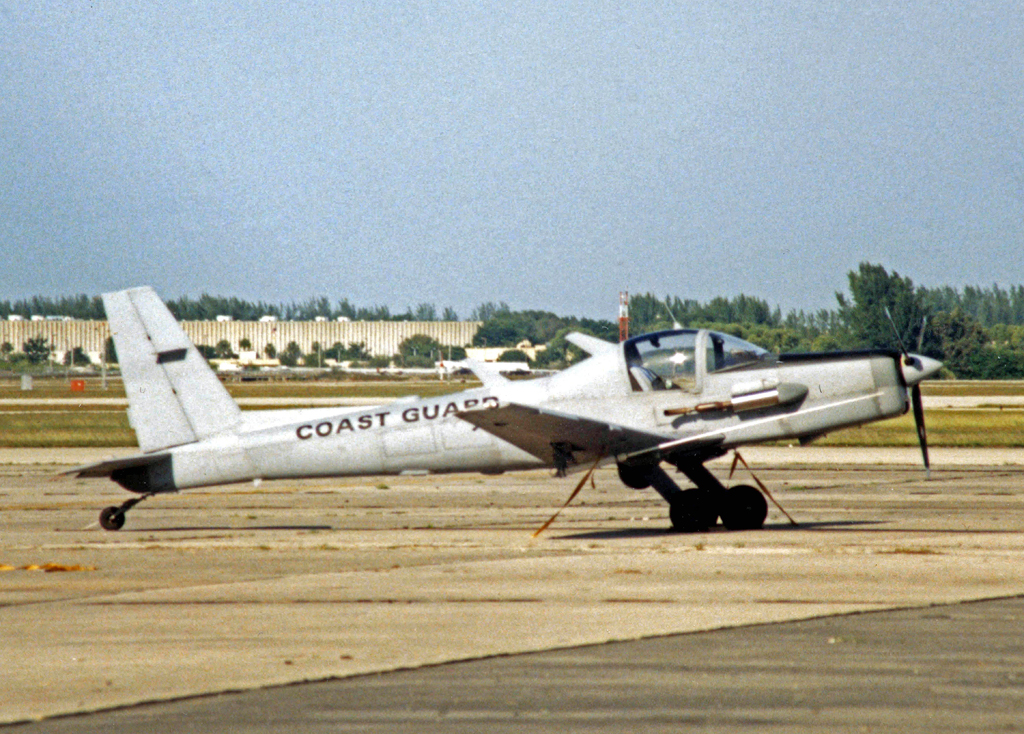
Aufklärungsflugzeug RG-8A der United States Coast Guard auf dem Opa-locka Executive Airport in Miami im Jahr 1989

SGM 2–37
Motorsegler für die U.S. Air Force und den zivilen Einsatz, zwölf gebaute Exemplare
SA 2-37A
Die SA 2-37A ist ein zweisitziges Aufklärungsflugzeug, das für die Central Intelligence Agency und die U.S. Army gebaut wurde und von einem Lycoming O-540-B mit 235 PS (173 kW) angetrieben wird. Der Erstflug fand im Jahr 1982 statt.
SA 2-37B
Die SA 2-37B ist eine Weiterentwicklung der 2-37A. Sie wird von einem Lycoming TIO-540-AB1AD mit 250 PS (184 kW) angetrieben. Das Flugzeug ist für geheime Aufklärungsmissionen optimiert und mit FLIR sowie weiterer Sensorik ausgestattet. Mit einem Tankvolumen von 370 Litern kann die Maschine bis zu zwölf Stunden in der Luft sein. Das Gesamtgewicht beträgt 1950 kg.
TG-7A
Bezeichnung der U.S. Air Force für die SGM 2–37
RG-8A
Bezeichnung der U.S. Coast Guard für die SA 2-37

## Betreiber
Vereinigte Staaten
- United States Air Force
- United States Army
- United States Coast Guard

 Kolumbien
- Fuerza Aérea Colombiana[12]

 Mexiko
- Fuerza Aérea Mexicana[13]

## Zwischenfälle
Am 19. Februar 1998 startete die Maschine mit dem Kennzeichen N61474 vom Flugplatz in Green Cove Springs in Florida. In einer Höhe von zwei- bis dreihundert Fuß AGL verlor das Triebwerk aus ungeklärten Gründen Leistung und der Pilot versuchte, für eine Notlandung zum Platz zurückzukehren. Während einer steilen Linkskurve kam es zum Strömungsabriss und das Flugzeug schlug in ein leeres Hausboot ein. Beide Insassen wurden bei dem Unfall getötet und das Flugzeug zerstört.

## Technische Daten (SGM 2–37)
| Kenngröße             | Daten               |
| --------------------- | ------------------- |
| Besatzung             | 2                   |
| Länge                 | 27,5 ft (8,4 m)     |
| Spannweite            | 59,5 ft (18,1 m)    |
| Höhe                  | 7,7 ft (2,3 m)      |
| Flügelfläche          | 195,7 ft² (18,2 m²) |
| Nutzlast              | 650 lb (295 kg)     |
| Leermasse             | 1.200 lb (544 kg)   |
| max. Startmasse       | 1.850 lb (839 kg)   |
| Reisegeschwindigkeit  | 112 mph (180 km/h)  |
| Höchstgeschwindigkeit | 135 mph (217 km/h)  |
| Dienstgipfelhöhe      | 14.000 ft (4.267 m) |
| Reichweite            | 230 mi (370 km)     |
| Triebwerk             | Lycoming O-235-L2C  |